# Baltimore Saturday Visiter
Baltimore Saturday Visiter — еженедельник, выходивший в Балтиморе, штат Мэриленд, в 19 веке. В нём были опубликованы некоторые ранние работы американского писателя Эдгара Аллана По.

## История
Еженедельник был основан в 1832 году Чарльзом Клаудом и Ламбертом Вилмером, другом Эдгара По. Будучи сначала популярным Visiter стал аболиционистким, а в 1847 году был поглощен аболиционистской газетой National Era, издававшейся в Вашингтоне.
Эдгар По отправил в редакцию Visiter шесть рассказов на конкурс, объявленный изданием. Газета объявила приз в 50 долларов за лучшую сказку и приз в 25 долларов за лучшее стихотворение, представленное к 1 октября 1833 года. Было получено около 100 заявок, но судьи выбрали рассказ По «Рукопись, найденная в бутылке» за его оригинальность. В дополнение к призу в 50 долларов эта история была опубликована в номере Visiter от 19 октября. Впрочем, итоги конкурса оказались противоречивыми. В поэтической части под именем «Генри Уилтон» победил Джон Хьюитт, редактор Visiter. Впоследствии Эдгар По утверждал, что Хьюитт победил «закулисными средствами».

## Комментарии
- ↑  Другие названия: Saturday Morning Visiter (1832-33), Baltimore Saturday Visiter (1833-34), Baltimore Visiter (1834-40), Saturday Morning Visiter (1840-41), и Saturday Morning Visitor (1841-47).